# Kagawara
× Kagawara, (abreviado Kgw) en el comercio, es un híbrido intergenérico entre los géneros de orquídeas Ascocentrum × Renanthera × Vanda. Fue publicado en Orchid Rev. 76(900) noh: 2 (1968).